# Martino Abela
Martino Abela (Catania, 27 novembre 1992) è un pallanuotista italiano.
Figlio di Francesco Abela, attore e regista, volto conosciuto del teatro dialettale siracusano, Martino è stato l'ennesimo talento siracusano cresciuto e valorizzato dal Circolo Canottieri Ortigia. 
Dopo essersi fatto tutta la trafila giovanile, nella stagione 2010-2011 viene convocato in prima squadra. L'anno successivo passa in prestito all'Enzo Grasso, formazione siracusana del campionato di Serie C, con cui vince il campionato. Chiusa la parentesi Enzo Grasso, l'anno dopo torna nell'Ortigia disputando il campionato di Serie A2. Nel 2015 fa il suo esordio in massima serie, diventando pedina fondamentale dei biancoverdi.

## Palmarès

### Club
- Serie A2: 1

Circolo Canottieri Ortigia 2014-2015